# Joseph Villiet
Joseph Villiet est un maître verrier français, né à Ébreuil (Allier) le 27 août 1823 et mort à Bordeaux le 9 juillet 1877.

## Biographie

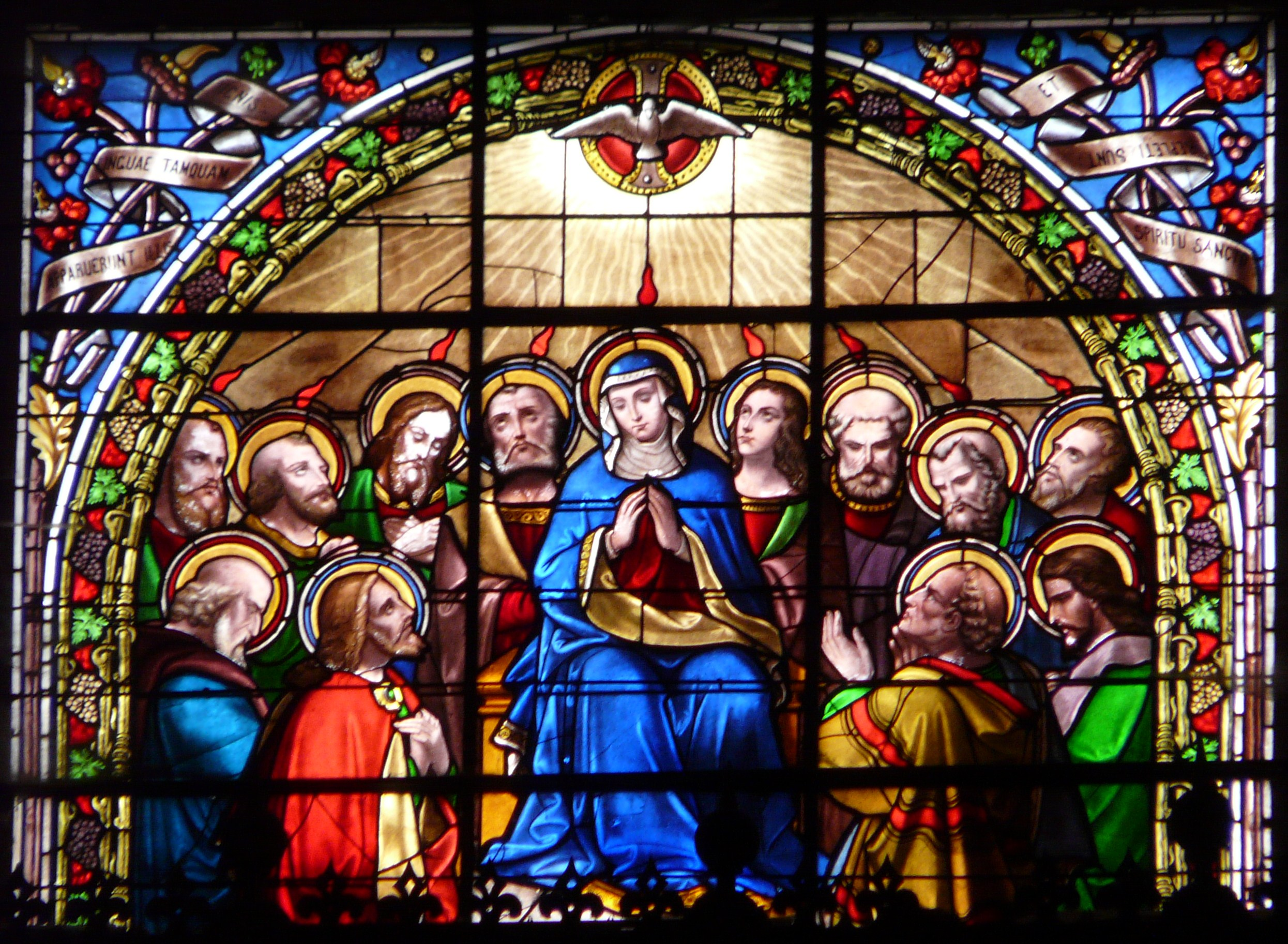
Représentation de la Pentecôte, vitrail de Joseph Villiet, église Saint-Nicolas de Nérac.

Il est le fils d'Amable Villiet, secrétaire général de la sous-préfecture de Gannat en 1827, et de Catherine Fougerel.
Après avoir fait ses études au collège de Gannat, il décide en 1841 de devenir peintre-verrier et entre dans l'atelier d'Émile Thibaud et d'Étienne Thevenot, à Clermont-Ferrand. En 1842, Émile Thibaud lui confie la réalisation des vitraux de l'église de Gannat. Membre d'une association religieuse, il rencontre l'évêque de Clermont, Louis-Charles Féron. En 1844, Émile Thibaud lui confie la direction de son atelier et le représente à Lyon et Bourges. Il participe à la pose des vitraux dans la cathédrale Saint-André de Bordeaux où il a dû rencontrer l'archevêque de Bordeaux, Ferdinand-François-Auguste Donnet.
Il se marie le 6 août 1850 avec Virginie Burin dont il a quatre enfants.
En mai 1851, il demande au peintre-verrier Laurent-Charles Maréchal, de Metz, de travailler dans son atelier. Devant son refus, il décide en juillet 1852 de s'installer à Bordeaux avec une recommandation de l'évêque de Clermont pour Mgr Donnet.
De 1852 à sa mort, son atelier était installé 66, rue Saint-Jacques. Entre 1852 et 1860, il aurait travaillé sur 150 églises et chapelles dans le Sud-Ouest. 
Il défend le vitrail « archéologique ». Il reçoit en 1855 la médaille de bronze de la Société française d'archéologie. En 1858, il obtient la médaille d'or de l'Académie impériale des sciences, belles-lettres et arts de Bordeaux. Il en devient membre en 1859. Il reçoit les médailles d'argent dans les expositions régionales de Clermont, Périgueux et Bordeaux. Il  publie la même année un Essai sur l'histoire de la peinture murale dans le Recueil des actes de l'Académie.
Entre 1857 et 1860, il réalise un programme de 70 vitraux pour la cathédrale Saint-Jean-Baptiste de Bazas. Il prend le peintre Jean-Louis Augier (1825-1893) comme collaborateur. Il réalise avec lui les peintures murales  et les vitraux de l'église Saint-Ferdinand de Bordeaux avec l'aide de son contremaître, Henri Feur, entre 1862 et 1867.
Comme beaucoup de peintres-verriers de son époque, Joseph Villiet s'inspire des thèmes mis à la mode en 1860 par les gravures de Johann Friedrich Overbeck (1789-1869) ou de Julius Schnorr von Carolsfeld (1794-1872). Il est cependant capable de concevoir des cycles iconographiques pour raconter une histoire comme celle de la statue de la Vierge de Buglose depuis le XVIe siècle.

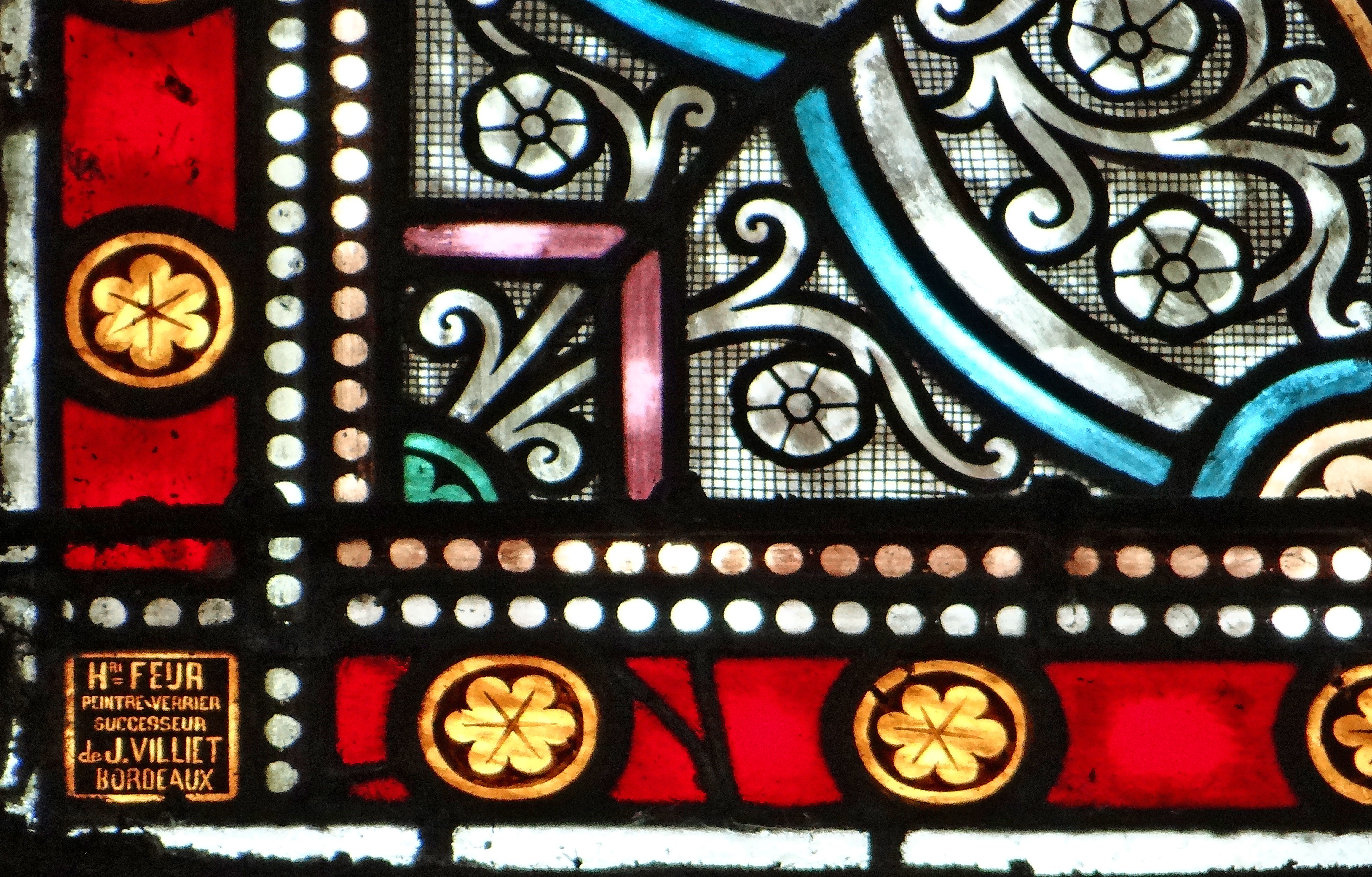
Laroque-Timbaut : signature d'Henri Feur, peintre verrier successeur de Joseph Villiet, Bordeaux

Peintre-verrier, il a aussi réalisé des peintures murales.
La guerre de 1870 va diminuer le nombre de commandes.
À sa mort, l'un de ses élèves puis son collaborateur, Henri Feur, lui succéda (en association avec la veuve de Joseph Villiet au début), puis le fils de ce dernier, Marcel Feur, en 1908.

## Quelques réalisations

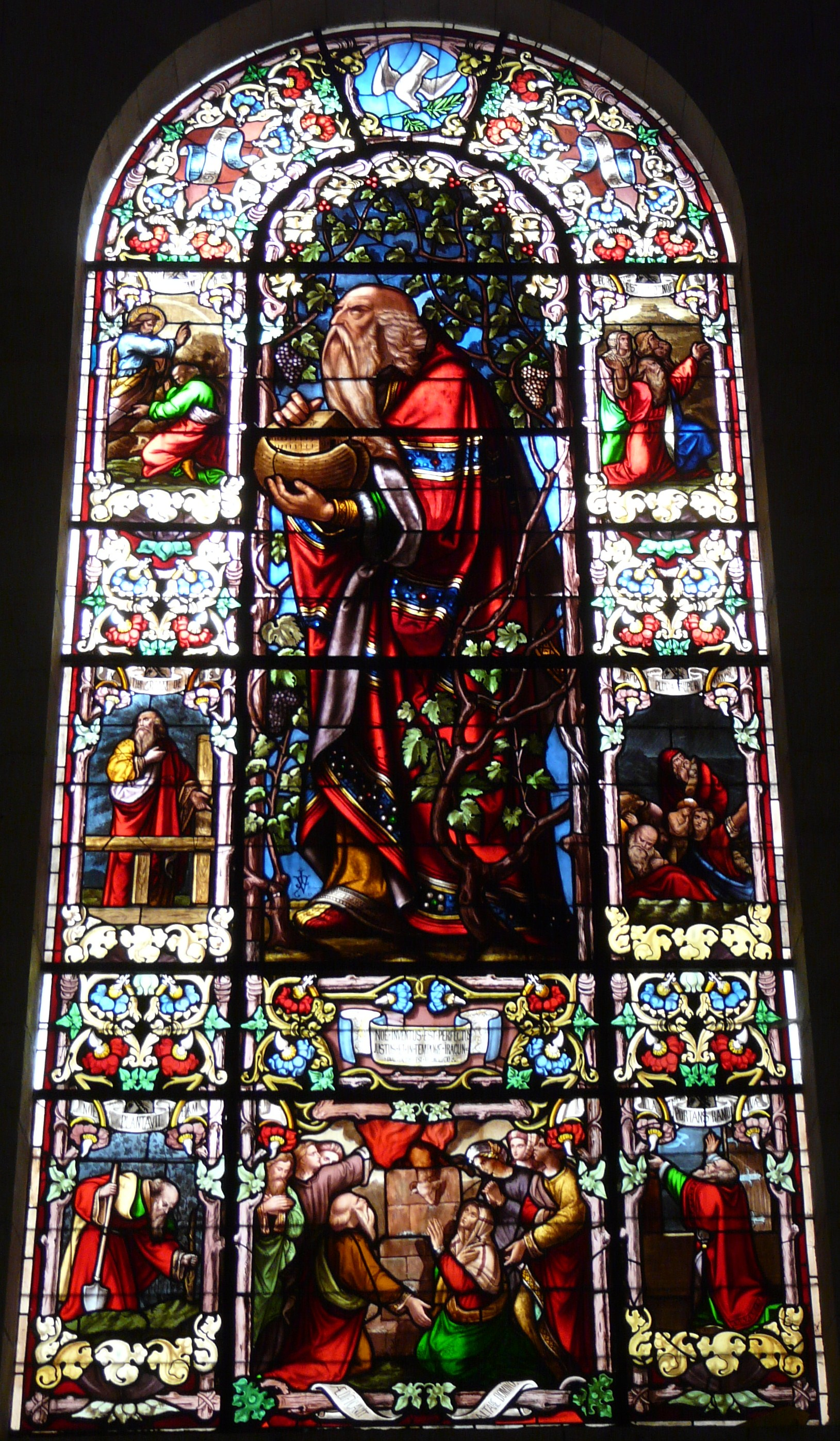
Représentation de Noé, vitrail de Joseph Villiet, église Saint-Nicolas de Nérac.

Ses vitraux se trouvent principalement dans le Sud-Ouest de la France, mais il y en a aussi dans d'autres régions : Allier, Loiret, Manche, Puy-de-Dôme, Paris.
- Cathédrale Saint-André de Bordeaux : verrières de nombreuses chapelles (chapelles Saint-Joseph, Notre-Dame du Mont-Carmel, de l'Annonciation, Sainte-Anne, Sainte-Marguerite, Saint-Charles-Borromée, du Sacré-Cœur).
- Basilique Notre-Dame d'Arcachon (Gironde)
- Église Saint-Ferdinand de Bordeaux (Gironde).
- Église Saint-Pierre de Bordeaux (Gironde).
- Cathédrale Saint-Étienne de Cahors (Lot).
- Cathédrale Saint-Jean-Baptiste de Bazas (Gironde), vitraux installés entre 1852 et 1862.
- Église Notre-Dame de Nérac (Lot-et-Garonne).
- Église Saint-Nicolas de Nérac (Lot-et-Garonne) (vitraux réalisés entre 1856 et 1868)[3].
- Église d'Isle-Saint-Georges (Gironde).
- Église Saint-Joseph d'Albi (Tarn)[4].
- Église Saint-Paulin de Carbon-Blanc (Gironde) : vitraux de la nef et des tribunes (1872-1877)[5].
- Église Saint-Sauveur de Castelsarrasin (Tarn-et-Garonne).
- Prieuré de bénédictins de Marmande (Lot-et-Garonne).
- Église Saint-Vincent de Floirac (Gironde), 8 vitraux (1862- 1865)[6].
- Église Saint-Hilaire d'Agen (Lot-et-Garonne).
- Église Saint-Baudile de Nîmes (Gard).
- Église Saint-Jacques de Tartas (Landes).